# Benjamin Tillman
Benjamin Ryan Tillman (Condado de Edgefield, Carolina del Sur; 11 de agosto de 1847-Washington D. C., 3 de julio de 1918) fue un político estadounidense, que se desempeñó como Gobernador de Carolina del Sur. Su hermano fue el congresista George D. Tillman. 
Nacido en 1847 cerca de Trenton, en el seno de una familia de terratenientes del interior de Carolina del Sur, Tillman se crio en una ciudad especialmente violenta, tres de sus siete hermanos murieron en riñas. Ingresó a la escuela, pero la abandonó en 1864 para unirse a las filas del Ejército confederado; sin embargo, una enfermedad le impidió participar de la contienda. No fue sino hasta 1866 cuando sanó, pero la Guerra de Secesión ya había terminado hace meses.
Se dedicó a trabajar como agricultor y en los años 1880 surgió como portavoz de los campesinos blancos pobres. Su surgimiento significó el declive del poder del ex general confederado Wade Hampton III. Para 1890 había acumulado el suficiente poder como para ser elegido sin oposición como candidato del Partido Demócrata. Haciendo uso de una retórica populista, ganó las elecciones estatales de Carolina del Sur con el 80% de los votos; así mismo, fue reelegido con el 60% de los votos en 1892. Como gobernador (1890–1894), introdujo reformas populistas que expandieron la enseñanza pública, trasladaron la carga fiscal a los ricos, regularon las vías férreas y también fundó la Universidad de Clemson.
También respaldó el decreto de las leyes de Jim Crow y consideró al linchamiento como una medida aceptable de cumplimiento de la ley. Elegido para el Senado de los Estados Unidos en 1895, exigió una reforma agraria a nivel nacional. Sus embates sobre sus oponentes le granjearon el apodo de Pitchfork Ben (la horca Ben). Enemigo del presidente Grover Cleveland por sus políticas económicas, apoyó la propuesta de subsidio universal de William Jennings Bryan. Asimismo, se opuso al gobierno de Theodore Roosevelt, aunque en 1909 ambos dejaron de lado sus diferencias por un momento para aprobar la Ley Hepburn, que amplió los poderes de la Comisión de Comercio Insterestatal sobre los ferrocarriles. Apoyó al gobierno de Woodrow Wilson y presidió el Comité de Asuntos Navales del Senado, donde promovió el programa militar de ese gobierno. En 1902 fue censurado en el Senado tras agredir a otro legislador.
Sirvió en el Congreso hasta su muerte el 3 de julio de 1918.

## Citas célebres
Hemos reorganizado el Partido Demócrata con un objetivo y solo un objetivo: que este es un país de hombres blancos y que los hombres blancos deben gobernarlo.
Benjamin Tillman, 1909

Los blancos tienen el control absoluto del gobierno del Estado [de EE.UU.], y tenemos la intención, en todos los riesgos, de retenerlo.
Benjamin Tillman